# Michałowo (gmina)
Michałowo – gmina miejsko-wiejska w województwie podlaskim, w powiecie białostockim.
W latach 1975–1998 gmina położona była w województwie białostockim. Do 2008 była gminą wiejską.
Siedziba gminy to miasto Michałowo.
Według danych z 30 czerwca 2012 gminę zamieszkiwały 7142 osoby. Natomiast według danych z 31 grudnia 2019 roku gminę zamieszkiwało 6565 osób.
Gmina obejmuje obszary należące przed wojną do gmin: Michałowo i Zabłudów (powiat białostocki), Hołynka (powiat grodzieński) oraz Jałówka, Tarnopol i Świsłocz (powiat wołkowyski).

## Struktura powierzchni

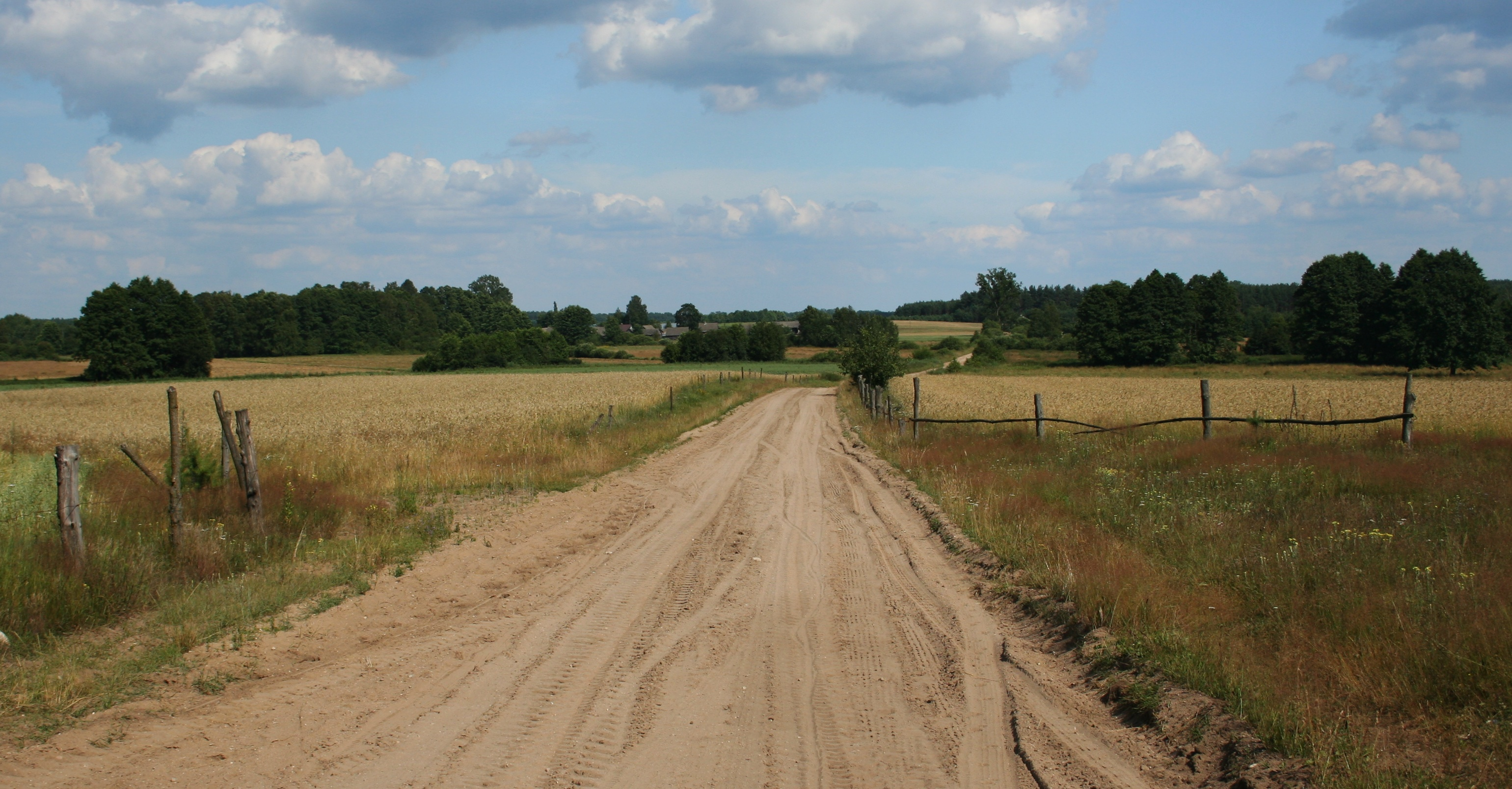
Widok na gminę Michałowo od strony wsi Odrynki w gminie Narew. Droga jest częścią Podlaskiego Szlaku Bocianiego

Według danych z roku 2002 gmina Michałowo ma obszar 409,19 km², w tym:
- użytki rolne: 48%
- użytki leśne: 37%

Gmina stanowi 13,71% powierzchni powiatu.
Przez południową część gminy przepływa rzeka Narew. Niektóre miejscowości w tej części gminy, m.in. Suszcza, Supruny leżą na Podlaskim Szlaku Bocianim.

## Demografia
Według Powszechnego Spisu Ludności z 1921 roku gminę zamieszkiwało 3.645 osób, wśród których 1433 było wyznania prawosławnego, 902 mojżeszowego, 890 rzymskokatolickiego, 292 ewangelickiego i 128 greckokatolickiego. Jednocześnie 1.899 mieszkańców zadeklarowało polską przynależność narodową, 563 białoruską, 251 niemiecką, 783 żydowską, 140 rosyjską, 6 łotewską, 2 czeską a jeden rusińską. Było tu 589 budynków mieszkalnych.

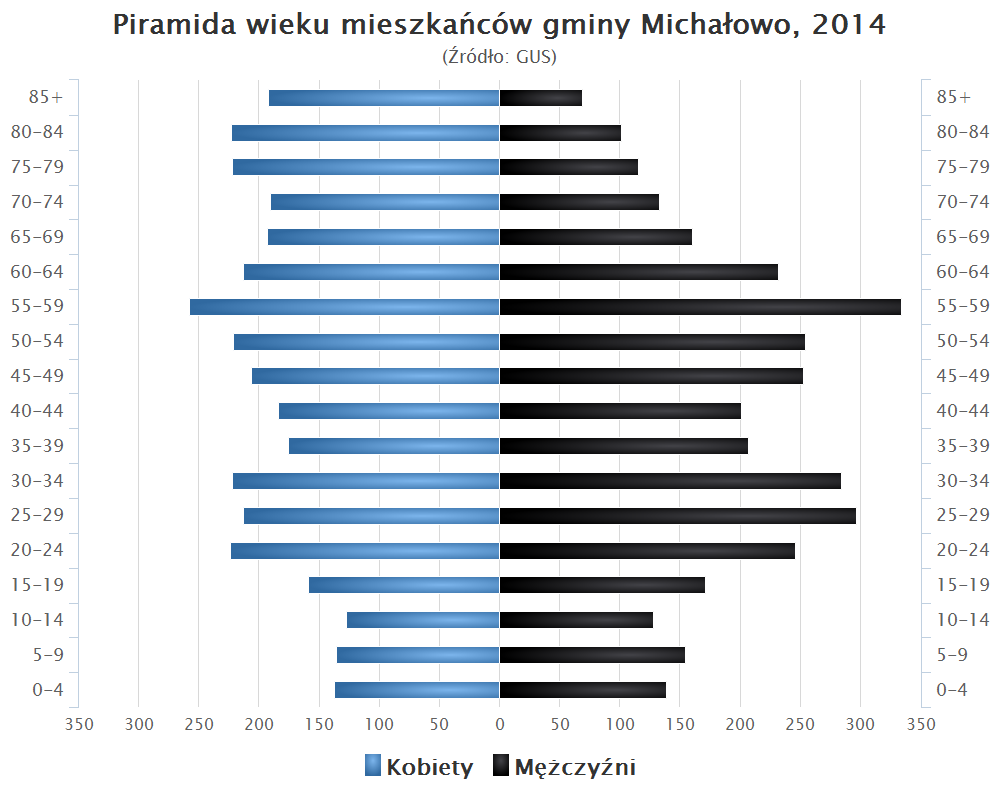
Piramida wieku mieszkańców gminy Michałowo w 2014 roku

Dane z 30 czerwca 2012:
| Opis                              | Ogółem | Ogółem | Kobiety | Kobiety | Mężczyźni | Mężczyźni |
| --------------------------------- | ------ | ------ | ------- | ------- | --------- | --------- |
| jednostka                         | osób   | %      | osób    | %       | osób      | %         |
| populacja                         | 7142   | 100    | 3574    | 50,05   | 3568      | 49,95     |
| gęstość zaludnienia (mieszk./km²) | 17,45  | 17,45  | 8,73    | 8,73    | 8,72      | 8,72      |

## Wspólnoty wyznaniowe
- Kościół rzymskokatolicki:
  - Parafia Opatrzności Bożej w Michałowie[10]
  - Parafia Przemienienia Pańskiego w Jałówce
- Kościół Chrześcijan Baptystów w RP:
  - placówka w Michałowie[11]
- Polski Autokefaliczny Kościół Prawosławny:
  - Parafia św. Mikołaja w Michałowie[12]
  - Parafia Podwyższenia Krzyża Świętego w Jałówce
  - Parafia Narodzenia Najświętszej Maryi Panny w Juszkowym Grodzie
  - Parafia Narodzenia św. Jana Chrzciciela w Nowej Woli
  - Parafia Przemienienia Pańskiego w Topolanach
- Świadkowie Jehowy: 
  - Zbór Michałowo[13]

## Sołectwa
Bondary, Cisówka, Ciwoniuki, Hieronimowo, Jałówka, Juszkowy Gród, Kazimierowo, Kobylanka, Krugły Lasek, Łuplanka, Michałowo I, Michałowo II, Nowa Wola, Nowosady, Pieńki, Potoka, Sokole, Suszcza, Szymki, Topolany, Tylwica, Żednia.

## Zabytki
- Cerkiew św. Mikołaja w Michałowie
- Cerkiew Przemienienia Pańskiego w Topolanach
- Cerkiew Narodzenia św. Jana Chrzciciela w Nowej Woli
- Cerkiew Zaśnięcia Przenajświętszej Bogurodzicy w Nowej Woli
- Cerkiew Podwyższenia Krzyża Pańskiego w Jałówce
- Cerkiew Narodzenia Bogurodzicy w Juszkowym Grodzie
- Dom Ludowy im. Pierwszego Marszałka Polski Józefa Piłsudskiego w Sokolem
- Kościół Opatrzności Bożej w Michałowie
- Kościół Przemienienia Pańskiego w Jałówce

## Sąsiednie gminy
Gródek, Narew, Narewka oraz Zabłudów. 
Gmina graniczy z Białorusią.